# Retiro (Cile)
Retiro è un comune e un borgo del Cile, appartenente a la provincia di Linares, VII regione del Maule. Il borgo è situato a 335 chilometri al sud di Santiago, a 27 chilometri al sud di Linares (la capitale provinciale) ed a 15 chilometri al nord della città di Parral, con le quali è collegata tramite l'autostrada "Carretera Panamericana" (Ruta 5 Sur).  Confina a nord con i comuni di San Javier de Loncomilla e Longaví, a sud con Parral, ad ovest, con Cauquenes (provincia di Cauquenes) e ad est, con Longaví. Il comune ha una superficie di 827 km². Retiro ha un clima temperato. Le piogge sono relativamente frequenti da metà aprile fino a metà settembre.

## Storia
Il comune è stato fondato ufficialmente il 22 di dicembre di 1891. Il presidente Ramón Barros Luco aveva sua casa di campagna in quella zona. Per quel motivo, la casa era frequentemente visitata dai politici ben noti del tempo. Il nome "Retiro" (Ritiro) è stato assegnato al comune poiché vi aveva sede la casa di ritiro del presidente.

## Dati
Il comune di Retiro ha fatto registrare nel censimento del 2002 una popolazione pari a 18.235 abitanti, di chi, 8.920 sono donne e 9.315, uomini. Il 74.4% della popolazione comunale abita in zone rurali. Il borgo di Retiro ha 3.300 abitanti circa, mentre Copihue, che lo segue in popolazione ha 1.300 ed il villaggio di Villaseca, più di 300. Altri frazioni del comune sono: El Ajial,  Quillaimo, Romeral e Santa Isabel. Tra il 1992 e il 2002 la popolazione comunale è diminuita di circa 1.200 persone (6,2%), soprattutto per l'emigrazione dei giovani in cerca di lavoro verso la capitale provinciale o altre province o regioni. Nello stesso intervallo, la popolazione della capitale comunale è aumentata soltanto di 70 abitanti.

## Economia
Il comune di Retiro è fortemente dipendente dalla produzione ed il commercio di prodotti agricoli: cereali, vini, legumi.